# Araguari
Pour les articles homonymes, voir Araguari (homonymie).
Araguari est une ville brésilienne de l'ouest de l'État du Minas Gerais. Sa population était estimée à 114 970 habitants en 2013. La municipalité s'étend sur 2 731 km2.

## Histoire
L'histoire d'Araguari commence au XIXe siècle, au milieu de l'année 1888. Les bandeirantes sont arrivés dans la région où se trouve aujourd'hui la ville. Cela a commencé comme une ville et est ensuite devenu une cité. Selon les historiens, elle a commencé avec environ 5 000 habitants, mais en une dizaine d'années, la population est passée de 5 000 habitants à 25 201 habitants, grâce à l'apport des liaisons ferroviaires. Dans les années 1930, Araguari se distinguait comme l'une des rares villes brésiliennes comptant plus de 40 000 habitants. La ville est originaire du village de Brejo Alegre, un nom faisant peut-être allusion à un ruisseau locale. Après avoir acquis le statut de ville (loi 3591 du 28 août 1888), elle a été rebaptisée Araguari.

## Maires
| Période | Période | Identité      | Étiquette | Qualité |
| ------- | ------- | ------------- | --------- | ------- |
| 2009    | 2012    | Marcos Coelho | PMDB      |         |